# Der Tank
Der Tank ist eine US-amerikanische Actionkomödie mit James Garner.

## Handlung
Der kurz vor der Pensionierung stehende Command Sergeant Major der US Army Zack Carey bekommt seinen letzten Posten zugewiesen. Dabei trifft er auf den Deputy Euclid Baker. Carey hält diesen korrupten Polizisten davon ab, die Prostituierte Sarah, die vom korrupten Sheriff Cyrus Buelton wegen Landstreicherei verhaftet und anschließend zur Prostitution gezwungen wurde, zu misshandeln. Jedoch steht die Stadt unter der Kontrolle des Sheriffs. Er betrachtet Carey als Störenfried und verlangt Geld von Carey; Carey aber lässt Buelton mehrfach auflaufen.
Buelton will sich rächen und versucht mit allen Mitteln, Carey das Leben schwer zu machen. Als er schließlich Careys Sohn wegen eines angeblichen Drogendelikts verhaftet und trotz einer üppigen Bestechungssumme nicht nachgibt, entschließt sich Zack Carey, das Gesetz in die eigene Hand zu nehmen: Mit seinem selbst restaurierten Sherman-Panzer und der Hilfe von Sarah geht er nun gegen den Sheriff vor und befreit seinen Sohn sowie alle anderen Gefangenen aus einem „Erziehungslager“ des Sheriffs. Nach der geglückten Flucht bittet der Sheriff Careys Vorgesetzten um militärische Hilfe bei der Verfolgung. Dieser lehnt ab, da Carey kurz vor der Flucht seinen militärischen Abschied eingereicht habe und deshalb nur mehr ziviler Gerichtsbarkeit unterliege, und die Armee wegen einer gesetzlichen Grundlage keinerlei Befugnisse hat, um sich in zivile Angelegenheiten einzumischen. Dazu kommt, dass die spektakuläre Befreiung seines Sohnes Carey und seinen Begleitern den Status von Volkshelden eingebracht hat; der Großteil der Öffentlichkeit stellt sich offen hinter sie, so dass Buelton mit seinen Versuchen, diese zu seiner Unterstützung zu mobilisieren, bei ihr kaum Unterstützung findet.
Mit seinem Sohn versucht Carey, ins benachbarte Tennessee zu gelangen, um dort eine faire Anhörung zu bekommen. Unter dem Druck der Öffentlichkeit, angeführt von Careys Frau, sucht der Gouverneur von Tennessee inzwischen nach einer politischen Lösung und verspricht Carey eine faire Anhörung.
In Sichtweite der Grenze gelingt es Buelton und seinen Männern schließlich, den Panzer mit einem deutschen Panzerschreck fahruntüchtig zu machen. Einer Motorradgang gelingt es aber, den Panzer und seine Besatzung mit einem Stahlseil über die Grenze nach Tennessee zu ziehen. Sämtliche Zuschauer, der Gouverneur und der ehemalige Vorgesetzte von Carey helfen dabei mit, und letztendlich gelingt es, den Panzer über die Grenze zu bewegen und so Sheriff Buelton am Ende als Verlierer dastehen zu lassen.

## Auszeichnungen
Der Film wurde im Jahr 1985 als Bester Familienfilm – Drama für den Young Artist Award nominiert.

## Kritiken
Die Filmzeitschrift Cinema attestierte der Handlung „viel Panzer und wenig Hirn“. Das Lexikon des internationalen Films fand den Film „[k]urzweilig, aber in seiner Handlung allzu emotionsschürend und militant.“